# Ворзел
Ворзел (на украински: Ворзель) е селище от градски тип в Киевска област, Украйна. Той е част от Бучански район. Населението му към 1 януари 2024 г. е 7 000 души.